# Serge Berdugo
Pour les articles homonymes, voir Berdugo.
Serge Berdugo est un avocat et homme politique marocain né à Meknès en 1937. Il a été ministre du Tourisme dans les gouvernements Lamrani VI et Filali I de novembre 1993 à janvier 1995.
Appartenant à la communauté juive du Maroc, Serge Berdugo est également le secrétaire général du Conseil de la communauté israélite du Maroc et le président du Conseil de la communauté israélite de Casablanca, où vivent environ 2 000 juifs (la communauté la plus importante du pays).

## Biographie
Né à Méknès. Licencié en droit, ancien élève de l’Institut des sciences politiques de Paris, dirigeant communautaire et homme politique. Vice-président chargé des relations extérieures du Conseil des communautés israélites du Maroc depuis 1977, il en devient le secrétaire général en 1987 et préside le Rassemblement mondial du judaïsme marocain le RMJM.
En 1993, il a été nommé ministre du Tourisme par le roi Hassan II qui en 1995 l’a élevé au grade de commandeur de l’ordre du Trône faisant de lui le premier Juif marocain à obtenir cette haute distinction.
Le roi Mohammed VI le fit commandeur du Mérite national en 2005 et le nomma en 2006, d’ambassadeur itinérant du roi du Maroc.
Le président Jacques Chirac lui octroya la Légion d’honneur en 2002. Vice-président du Congrès juif mondial depuis 2009, Il fut en 2018 désigné parmi les 100 juifs les plus influents du monde par le « Algemeiner Jewish 100 » de New York.
Partisan du dialogue inter-religieux et de la paix au Moyen-Orient, il s’est impliqué dans la recherche des voies et moyens pouvant favoriser la réconciliation entre Palestiniens et Israéliens. Il œuvre pour une meilleure intégration de la communauté juive dans le cadre national marocain et pour la rénovation des institutions communautaires
Il s’est mobilisé pour renforcer les liens entre la diaspora juive d’origine marocaine avec la communauté juive marocaine et le royaume du Maroc .
Il s’est consacré à la reconnaissance du roi Mohammed V comme le « Juste » qui a sauvé les Juifs du Maroc de la Shoa.
Il a été l’une des chevilles ouvrières de l’exhumation et du transfert en Israël des corps des naufragés de l’Egoz inhumés à Jérusalem en décembre 1992.
Sous sa présidence, le Conseil des communautés a créé la Fondation du patrimoine culturel judéo-marocain reconnue d’utilité publique qui a restauré des lieux de mémoire du judaïsme marocain (synagogues, cimetières, lieux de pèlerinage…) et a édifié le musée du Judaïsme marocain à Casablanca (1997). Dans le domaine culturel, il a édité un CD-ROM sur le judaïsme marocain, il a produit « Chants de Traverses » un concert de musiques judéo-marocaines et le CD éponyme dont il a assuré la direction artistique.
En hommage à Aron Zede Schulman, il a réalisé avec son fils Marc Berdugo, «Ya Hessra …Douk Liyam » un documentaire sur le judaïsme marocain dans les années 1950.
A l’initiative et sous la conduite du roi Mohammed VI, il mena à bien entre 2010 et 2019 la restauration de 170 cimetières juifs sur l’ensemble du territoire marocain ; cette restauration a fait l’objet d’un ouvrage « Les Maisons de la Vie » édité en français, anglais et hébreu.
Et il réalisa également la rénovation de près de 20 synagogues et lieux de cultes notamment à Tanger, Fès, Tetouan, Errachdia, El Jadida, Oujda et dans le haut atlas.